# 妙円寺 (岡山市)
妙円寺（みょうえんじ）は、岡山県岡山市北区建部町大田にある寺院。山号は正順山。旧本山は京都妙覚寺。
旧建部町には龍渕寺、眞淨寺、妙福寺、妙泉寺、定林寺、蓮光寺、孝徳寺、妙浄寺、成就寺等がある。

## 歴史
大宝元年（701年）頼寛が現在の白石山南麓に建立した法相宗の寺院白石山薬王寺を起源とする。弘仁元年（810年）真言宗に改宗された。
貞治元年（1362年）朗源（1326年－1378年、大覚妙実の弟子、妙顕寺3世）が日蓮宗に改宗して寺号も妙円寺と改称した。文亀元年（1501年）焼失したが白石城主田淵十郎左衛門氏光が再建した。天文13年（1544年）和気の天神山城主浦上宗慶の軍勢の夜討ちによって焼失した。その後白石城主田淵源平治氏房によって現在地に移転再興された。
元禄5年（1692年）本堂（祖師堂か）、釈迦堂、毘沙門堂が焼失した。享保12年（1727年）本堂が再建された。現在の本堂は昭和37年（1962年）再建されたもの。

## 境内
- 本堂、
  - 三十三番神、稲荷神を祀る。

## 歴代
- 朗源